# Fred Ljunggren
Oscar Fredrik (Fred) Gudmund Ljunggren, född den 17 januari 1906 i Helsingborg, död den 22 juli 1997 i Lund, var en svensk militär.
Ljunggren avlade studentexamen i Landskrona 1925 och officersexamen 1929. Han blev fänrik vid Wendes artilleriregemente 1929 och löjtnant där 1933. Efter att ha genomgått Artilleri- och ingenjörhögskolan 1930–1932 och Krigshögskolan 1938–1940 befordrades Ljunggren till kapten vid regementet 1940 och vid generalstabskåren 1943, major där 1947, vid Svea artilleriregemente 1949, överstelöjtnant vid generalstabskåren 1951, vid Wendes artilleriregemente 1954, överste där 1957. Han var försvarsattaché i London och Haag 1957 och befälhavare i Kalmar-Växjö försvarsområde 1961–1966. Ljunggren var generalsekreterare för Individuell Människohjälp 1966–1979. Han blev riddare av Svärdsorden 1948 och av Vasaorden 1950, kommendör av Svärdsorden 1962 och kommendör av första klassen 1965. Ljunggren vilar i en minneslund på Norra kyrkogården i Lund.